# Turi Schellenberg
Turi Schellenberg (* 11. Januar 1940 als Arthur Schellenberg in Zürich) ist ein Schweizer Bassgeigenspieler.

## Musikalische Laufbahn
Turi Schellenberg besuchte die Kunstgewerbeschule in Zürich und absolvierte anschliessend eine Lehre als Tiefdruckretoucheur sowie ein Kontrabassstudium. Von 1965 bis 1972 spielte er im Tonhalle- und Opernhausorchester in Zürich und danach als Berufsmusiker in verschiedenen Orchestern. In der Südwestdeutschen Philharmonie in Konstanz wirkte er fünf Jahre als Kontrabassist mit. 1974 gründete er das Trio Turi Schellenberg. Er und sein Mitspieler Ueli Mooser verwenden die Bassgeige teilweise als Melodieinstrument. Turi Schellenbergs musikalischer Schwerpunkt ist der Ländler. Bekannt sind seine Soli auf der Bassgeige. 

## Varia
Turi Schellenberg betätigt sich neben der Musik auch als Zeichner. Aus seiner Feder stammen zahlreiche Porträtzeichnungen bekannter Volksmusikanten. Er ist verheiratet mit Ruth Schellenberg-Biberstein von den Geschwister Biberstein. Sie wohnen in Embrach.